# 白马乡 (华池县)
白马乡，是中华人民共和国甘肃省庆阳市华池县下辖的一个乡镇级行政单位。

## 行政区划
白马乡下辖以下地区：
白马村、连集村、王沟门村、马高庄村、东掌村、杜寨子村和白马林场。